# Hilde Benjamin
Hilde Benjamin (Bernburg, 5 febbraio 1902 – Berlino Est, 18 aprile 1989) è stata una giurista tedesca ministro della Giustizia nella DDR. Con il suo operato ha contribuito al carattere stalinista dei tribunali delle Germania Orientale. Si è battuta con successo per modernizzare il diritto di famiglia di quel paese.

## Nella Repubblica di Weimar
Negli anni venti, è una delle prime donne a studiare giurisprudenza, formandosi presso la nota Università Humboldt di Berlino.
Lascia il partito socialdemocratico SPD e nel 1926 sposa il medico tedesco Georg Benjamin, che è convinto comunista. Entra anche a sua volta a far parte del Partito Comunista di Germania.
All’interno della Repubblica di Weimar, si ingaggia nell’organizzazione comunista Rote Hilfe Deutschlands e in veste di avvocato difende le cause dei propri compagni destando scalpore per il suo carattere deciso e per il fatto di essere una delle pochissime donne avvocato nei tribunali tedeschi.

## Periodo del nazionalsocialismo
Durante gli anni del nazionalsocialismo, il regime le blocca ogni prospettiva ricorrendo all'interdizione professionale.
È tenuta a svolgere lavori di utilità pubblica in una fabbrica. Al figlio Michael viene precluso l'accesso al liceo mentre il marito, ebreo, è internato nel campo di concentramento di Mauthausen dove morirà nel 1942.
In seguito, si è avanzata l'ipotesi che le persecuzioni subite dalla famiglia avessero contribuito a una certa durezza di carattere delineatasi nella sua persona nel corso degli anni.

## Attività nella DDR

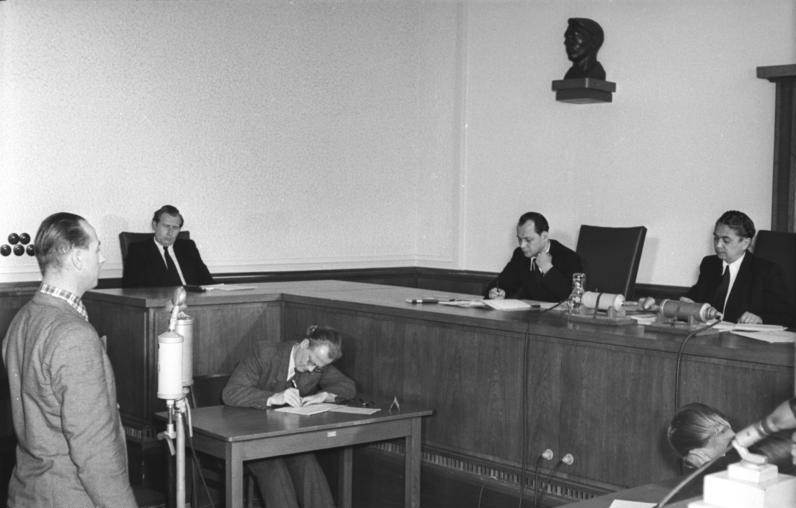
Hilde Benjamin, sulla destra, raccoglie prove per il processo inscenato contro l'oppositore Johann Burianek e finito con la condanna a morte (Bundesarchiv 183-14812-007)

Dopo la seconda guerra mondiale, la vedova dimora nella zona di occupazione sovietica e ricopre alcuni incarichi già prima della fondazione della Repubblica Democratica tedesca. In seguito all'istituzione di questo stato avvenuta nel 1949, comincia per lei il periodo di fama internazionale. Svolge l'attività di giudice, sale alla carica di vicepresidente della Corte Suprema della DDR, e nel 1953 continua la sua ascesa passando al mandato di Ministro di Giustizia, con il compito di punire con durezza i protagonisti dei moti operai del 1953 nella Germania Est.
Dal 1949 al 1967 è anche deputata. Nel contesto di uno stato praticamente privo della divisione dei poteri, nel 1954 accede persino al comitato centrale del Partito Socialista Unificato di Germania (SED).
Servendosi delle svariate cariche da lei ricoperte, si adopera per l’istituzione di giurie popolari, ma si applica anche con rigore per la lotta contro gli oppositori del comunismo. Di persona, pronuncia due sentenze di morte, ma a queste vanno aggiunte le condanne da lei decise in veste di ministro e poi confermate pro forma da altri giudici al momento dei processi.
Per il suo procedere considerato in genere intransigente nei confronti degli imputati, la stampa occidentale critica duramente lei e i processi farsa inscenati dal regime, comparandola alle figure naziste che in precedenza avevano perseguitato la sua famiglia.
La Benjamin si orienta al giurista russo Andrej Vyšinskij ispirandosi a lui anche nel modo di presentarsi in pubblico. Compare in tribunale in cravatta e con la treccia russa arrotolata sulla testa, per cui viene soprannominata, tra l'altro, con il nomignolo la russa (oltre a quello di Rote Guilliottine, ghigliottina rossa).
La stampa occidentale le riconosce anche dei meriti: nel 1965 si adopera per una riforma del diritto di famiglia, facendo abolire la discriminazione dei bambini nati al di fuori del matrimonio. Intraprende una battaglia in favore dell'emancipazione femminile, raggiungendo delle riforme anche in altri punti (ad esempio nell'uso del cognome). Ottiene riforme per il divorzio e per le prospettive professionali della donna.
Fa legiferare anche nel diritto penale, raggiungendo miglioramenti nella situazione delle donne che abortiscono e la depenalizzazione dei rapporti omosessuali come tali.
Con il passare del tempo, si oppone energicamente al processo di destalinizzazione in corso non più solo dell'Unione Sovietica, ma anche nei suoi paesi satellite; sostiene quindi che gli oppositori vadano combattuti con la massima durezza per salvaguardare la stabilità della DDR. La sua linea dura è considerata obsoleta anche dal punto di vista del regime della Germania Orientale; la Benjamin si converte in tal modo in un elemento scomodo e nel 1967 il Segretario Generale Walter Ulbricht fa pressione su di lei: così, viene in pratica obbligata a ritirarsi dalla carica di Ministro di Giustizia dichiarando l'età avanzata come pretesto. Pur rimanendo fino alla morte nel comitato centrale del partito, per il resto deve accontentarsi un incarico di quadro alla scuola Deutsche Akademie für Staats- und Rechtswissenschaft. Il regime della Germania Est, dal canto suo, continua ininterrottamente a conferirle le onorificenze del caso, tra cui due volte quella dell'Ordine di Karl Marx.
Muore pochi mesi prima della caduta del Muro di Berlino, evento che a detta del figlio sarebbe stato per lei insopportabile.
Nel 2013 si ispira alla sua vita il film Hilde Benjamin - Die Scharfrichterin der DDR, prodotto dall'emittente Mitteldeutscher Rundfunk.